# Tantra
A tantrizmus vagy röviden tantra az indiai vallásfilozófia egy áramlata, amely jelentősen különbözik az ortodox védikus (ásztika) hagyománytól. Eredetileg a hinduizmus misztikus formája volt, majd később a buddhizmusba is beolvadt, főleg a mahájána hagyományon belül (lásd: (vadzsrajána). Ezentúl befolyásolt más vallási irányzatokat is, úgy mint a dzsainizmus, a szikhizmus, a tibeti bön, a kínai taoizmus, és a japán sintó. Léteznek különösen ezoterikus és mágikus formái is.
A tantra egy beavatáson alapuló hagyomány, melyben a szent és titkos tanítást időtlen idők óta szóban adják tovább a mesterek tanítványaiknak. Ebből a szempontból is nagy különbség van közte és a neotantra  között, amely utóbbi a tantra egy nyugati, leginkább szexuális elemeket tartalmazó változata és amit általában beavatás nélküli, tudásukat könyvből merítő, önjelölt mesterek gyakorolnak és hirdettek (pl. Osho).
Nevét a tantrikus szentírásokról, a Tantrákról kapta, amelyek elmondják, hogy kell a Legfőbb Urat imádni, valamint a spirituális gyakorlatokat vagy szertartásokat, amelyek segítenek elérni az önmegvalósítást, megvilágosodást vagy a megszabadulást.
A tantrikus ösvényt gyakran említik szádhanaként, az ezen az úton elért megvalósítást pedig sziddhinek is hívják.

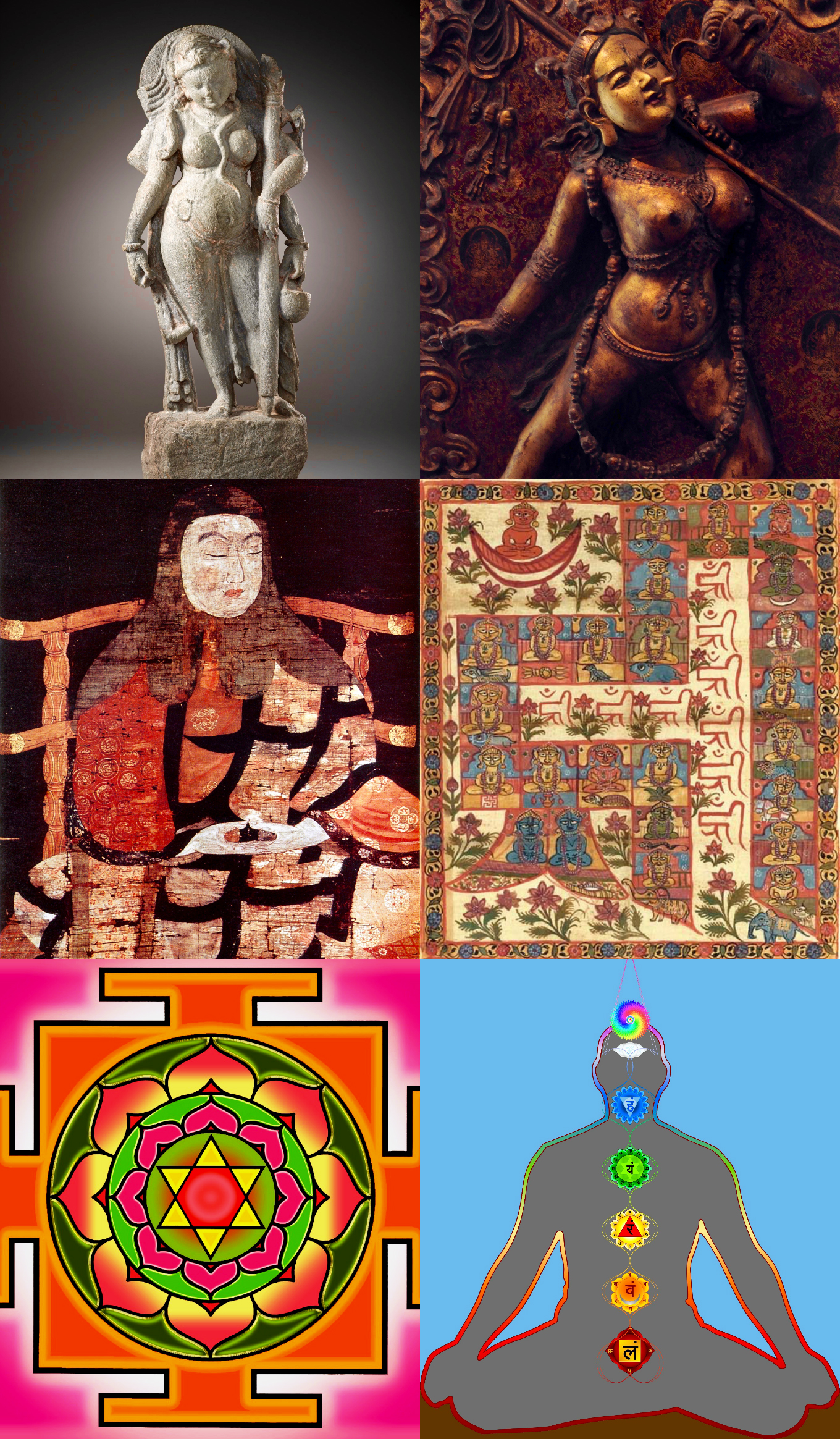
Tantrikus művészet (bal oldalt, fentről, az óra járásával egyezően): hindu tantrikus istenség, buddhista tantrikus istenség, dzsain tantrikus festmény, kundalini csakrák, a jantra és a japán tendai alapítója

## Etimológia
A kifejezés egy szanszkrit szóból származik (तन्त्र = szövet, fonal, lánc, szövőszék, kontinuitás, összefüggés, megnyújtás)
A tantra szó gyökere a szanszkrit tan (tágít) szó. A tantrizmus így egy mindent átfogó tudást, illetve a tudás kitágítását jelenti.
A fogalom a hindu és a buddhista gyakorlatban általában titkos, rituális vallási gyakorlatokat jelent, nevének egyik jelentése is „szövőszék”, mivel maga a szöveg egyfajta jellegzetes képet sző a valóságról.

## Története
Eredete talán a 2. századra tehető, de vannak akik jóval ősibbnek tartják. Némely kutató szerint a tantrikus hagyomány az ősi sámánisztikus praktikák finomított változata. Gyökerei valószínűleg a pre-árja India mágikus kultuszaiba nyúlnak vissza. Emellett szól, hogy a tantrizmus Észak-Indiában olyan területeken alakult ki, ahol az árja hatás már kevésbé ért el.
Az i. sz. első századokban India két határvidékén tűnt fel: északnyugaton és Bengálban. 
A felvirágzása, mint teljes körű mozgalom vagy kultúra megszületése csak az első évezred derekára tehető.
A tan teljes formájában azonban legkorábban csak a 7-8. századtól létezik. Teljes kiforrottságát Abhinavagupta  filozófiai iskolájában érte el, nagyjából 1000 körül.
Igen komoly hatással volt a védántához hasonló, nem tantrikus iskolák megjelenésére, és gyakorlataira egyaránt. Eme hagyományok követői gyakorta észre sem vették a tantra hatását, olyannyira, hogy felháborodottan reagáltak még a legfinomabb felvetésekre is, amely tipikusan tantrikus gyakorlataikra célzott. 
Ma a tantra főként a dél-indiai Srí Vidjá  hagyomány konzervatív (szamaja) köreiben és a tibeti buddhista hagyományban él tovább, mindemellett mindkét vonalnak megvannak a maga különösen elkötelezett gyakorlói. 
Nyugaton főként a tibeti vadzsrajána buddhizmus vált ma is egyre szélesülő körben ismertté, ezért viszonylag könnyű beavatáshoz és útmutatáshoz jutni a tantra ezen formájában.

## A tan
A tantrizmus olyan felismeréstan, amelynek alapja a relatív és az abszolút dolgok elválaszthatatlansága. A tantrizmus hangsúlyozza az abszolút és a jelenségbeli valóság azonosságát. A tantrizmus lényege, hogy a gyakorló eggyé váljon az abszolúttal és felismerje a legmagasabb valóságot. Az a feltételezés, hogy ez a valóság energiatermészetű és a mikro- és makrokozmosz elválaszthatatlanul össze vannak szövődve, a tantrizmus szerint a külső cselekvés, a tett, amit véghezvisz/teljesít/elvégez úgy jelenik meg, mint belső állapotok tükre. Mivel a tantra tanai szerint a szellemet és az anyagot nem lehet teljesen különválasztottnak tekinteni, a hinduizmusban a tantrizmus pozitívan hangsúlyozza az e világi életet és örömöket, segíti az önmegvalósítást.
A tantra rendkívül sok szintre tagolódik, s az irodalma a kezdetleges mágiától a bonyolult metafizikai teológiáig terjed. 
Egyik végén a fekete mágiához tartozó, teljességgel szabad szellemű gyakorlatokat találhatjuk, amelyek minden tekintetben szemben állnak a hindu és más társadalmak értékeivel. A másik végén olyan mestereket találunk, akik minden tanítást és szertartást pocskondiázva, kizárólag a tökéletes spontaneitás (szahadzsa) eszményét dicsőítik. A legtöbb iskola e két véglet közé esik és nagyban szertartás jellegűek.
A tantra úgy értelmezi magát, mint a jelenlegi sötét korszak, a kali-juga evangéliumát, amelynek tanítása a spirituális kutatók számára készült.
Sok újító elgondolása ellenére kezdettől fogva a korábbi tanítások folytatásának tartja magát. Így a buddhista tantra egészen Gautama Buddháig visszavezethető ezoterikus hagyományként értelmezi magát, addig a hindu tantra a Védák kinyilatkoztatott tanításait jelöli meg a kezdetének, de néha ötödik Védaként hivatkoznak a Tantrákra.
A számtalan tantrikus gyakorlat célja az elme tükrének megtisztítása, hogy az torzítatlanul tükrözhesse az örökkévaló Valóságot, lehetővé téve az ősi bölcsesség tiszta felragyogását.
Bizonyos elgondolások a tantrizmus minden formájában jelen vannak, például a maszkulinitás és a feminitás polaritása, amelyen belül a hinduizmusban Siva a passzív, Sakti az aktív pólus. A tantrikus buddhizmusban viszont a feminin pradnyá passzív, a maszkulin upája aktív. 

### Titkos tanítás

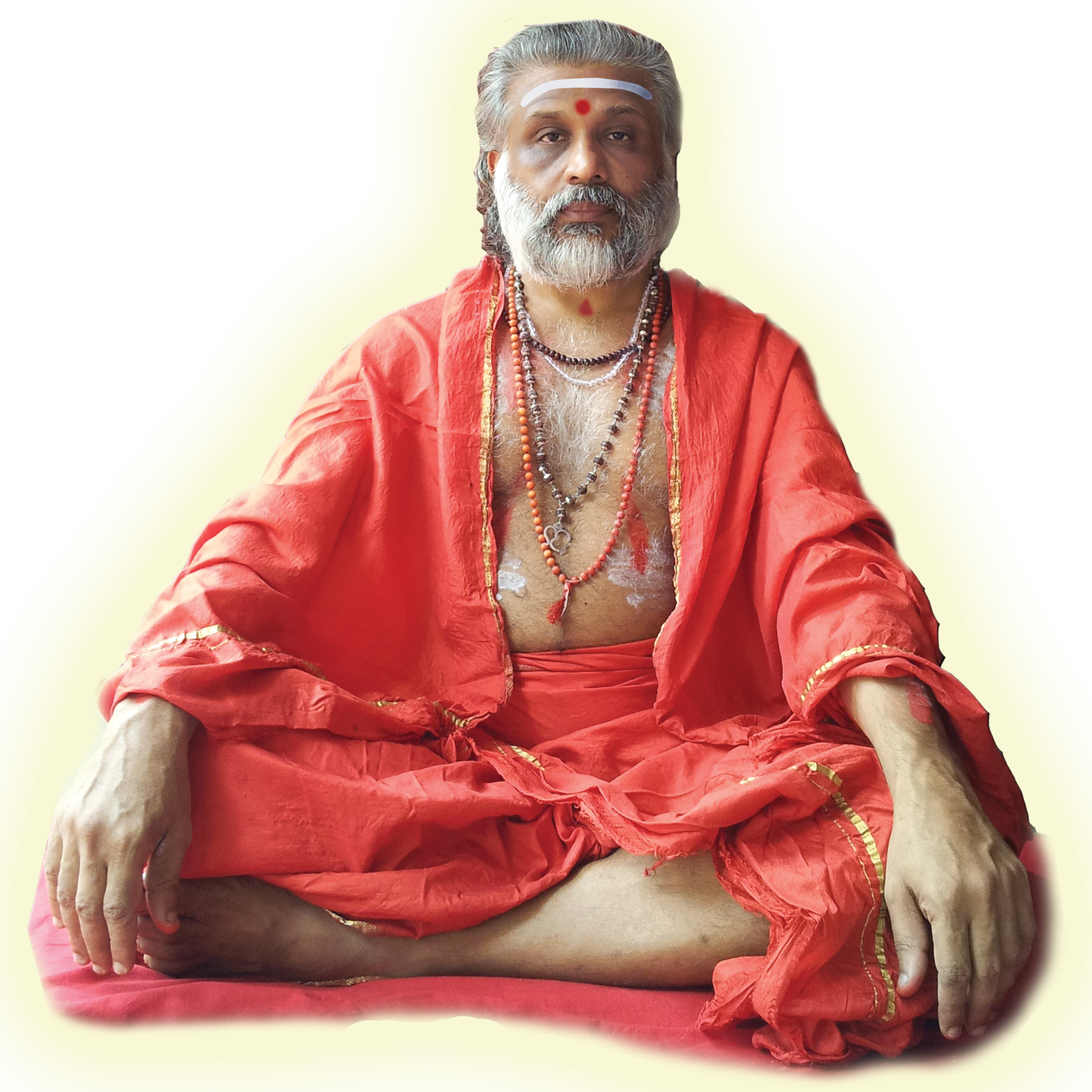
Ácsárja (tanító) hagyományos tantrikus megjelenésben

Bizonyos részeit tekintve a tantra titkos tanítás, "gupta vidjá". Nem lehet könyvekből megtanulni. E tudáshoz csak azoktól a gyakorlott tántrikáktól (szerzetes), tantra ácsárjáktól (tanítóktól) és guruktól lehet hozzájutni, akik jól ismerik e tudás nyitját.
A tantrikus szövegek megértése körüli nehézségek egyik oka az élő hagyománnyal való eleven kapcsolat hiánya, a másik egy szándékos akadály, amelyet tudatosan emeltek a tantrát kutató be nem avatottak elé. Ez a "szürkületi nyelvezet". A szürkületi nyelvezet egy olyan szóhasználat, ami egyszerre megvilágítja és elfedi a valóságot. Hasonlatai sokféle szövegértelmezésre adnak lehetőséget, ugyanakkor elfedik a tényleges jelentést a kívülállók elől. 
A Kaula-avalí-nirjana például kiköti, hogy a tanításokat titokban kell tartani. Ezen követelmény mögött az húzódik meg, hogy aki a beavatás folyamatáról vagy saját spirituális tapasztalatairól beszél, az szétszórja energiáit. Ezen felül a tantrikus titkokat beavatatlanok számára kifecsegő magára vonja mások nemtetszését és rossz szándékát, főleg, ha balkezes irányzatról van szó. Ráadásul a tantrikus tudás csak bajt fog hozni azok fejére, akik még nem érettek rá. Néhány Tantra komoly karmikus következményekről biztosítja azon beavatottakat, akik kifecsegik hagyományuk titkait az azokat befogadni nem képes személyeknek. 
A Víná-sikha-tantra rámutat arra , hogy könyvekre könnyen lehet szert tenni, de a gyakorlat tényleges szabályait, útmutatásait nehéz megszerezni.

### Filozófia

#### Világkép
A Tantrák nagyjából ugyanolyan metafizikus világképet írnak le, mint a Puránák. A tantrikus-puránikus világkép szerint Földünk egy hatalmas, többsíkú és többrétegű, gyakran "Brahmá tojása"ként (brahmánda) leírt világegyetem közepén helyezkedik el. A kézzelfogható anyagi Föld a világegyetem legdurvább és legkevésbé látványos megjelenési formája. A mindenség csak elmélyült meditációban fedi fel igazi ragyogását. 
A szinte végtelen kiterjedésű Brahmá-tojás mögött az alaktalan Abszolút felfoghatatlan világa van, ami a Mundaka-upanisad szerint  "kifinomultabb a legkifinomultabbnál". A tantra kozmogóniája duális, így Sakti az Abszolút Létező, Siva kiáradása. A Sivával és Saktival azonosított Abszolút túl van az ok és okozat sors által uralt világán, és a felszabadulásról szóló tanítások végső célja. Ez a téren és időn túli Valóság, a halhatatlan, aki felfoghatatlan módon behatol a világmindenségbe, annak minden síkjával és élőlényével együtt, és ezért az emberi lények legbensőbb spirituális lényege. 
Mivel a durva-fizikai világot leszámítva a világegyetem különböző síkjai csak a meditáció és a benső látás ösvénye révén érhetők el, a világ Tantrákban és a Puránákban található háromdimenziós leírása sokkal inkább leegyszerűsítése a valóságnak, hiszen egy végtelenül összetett és sokszínű valóságról van szó. 

A tantrikus világszemlélet elfogadja a félistenek létezését, akik az embereknél jóval hosszabb életűek a finomfizikai síkokon élnek és számunkra természetfölöttinek tűnő erőkkel vannak megáldva. A tántrikák imákon, könyörgéseken, meditatív képszerűsítéseiken és nem utolsósorban mantrák zengésén keresztül keresik segítségüket. 

#### Lételmélet
A tantrikus lételmélet alapvető kategóriáit már jóval korábban kidolgozta a szánkhja bölcseleti iskola, amelynek fogalmait a Rigvédában is megtalálhatjuk. Hagyományos formájában, amelyet Ísvara Krisna foglalt össze Szánkhja-káriká című művében, 24 lételméleti alapelvet határoz meg majd 25-ként a tudatos önvalót (purusa) határozza meg. A 24 alaptényező az anyagi természet (prakriti) hatáskörébe tartozik, és lényegében megegyezik a tantrikus filozófusok által meghatározottakkal. Ezen felül még 12 alapelvvel bővítették a sort, amelyet kifinomult meditációikban és eksztatikus tudatállapotaikban megélt mélyreható tapasztalásaik révén fedtek fel. 
A legutolsó elem a tiszta tudatosság, a minden élőlényben közös elpusztíthatatlan önazonosság. A Pratjabhigá iskola Parama Sivának nevezi. Az advaita-védánta rendszerrel ellentétben fenntartja, hogy a végső Valóság, bár egyetlen, mégis magába foglalja a transzcendentális hatóerőt, képességet (sakti). A kettő elválaszthatatlan egymástól. Ahogy a Tantrák mondják: Siva erőtlen Sakti nélkül, és Sakti is éppúgy tehetetlen Siva nélkül. 
Ez ízig-vérig tantrikus tantétel. Amint azt a saiva tántrikák szeretik aláhúzni: a valóság természetének általuk történő megértése egészen más minőséget képvisel, mint az advaita-védánta metafizikája, messze meghaladva azt. 
Amikor a Tantrák Siváról beszélnek, akkor az Istenség, a végső Valóság vagy a Parama Siva szavakat használják. Sakti a végső Valóság második aspektusa vagy alapelve, ő testesíti meg a kreativitást. Sivával együtt létezik és együtt teremtik meg az anyagi világegyetemet. Néhány iskola nem is különálló elvként említi, hanem Sivával együtt.
A hindu tantrában széles körben elterjedt, nagy hatású jelkép, amely Siva és Sakti összefonódó, egymást kiegészítő viszonyát fejezi ki: a srí-jantra.

#### Finomtest
A tantrizmus összetett ezoterikus anatómiát is kidolgozott. A tantra egyik, filozófiailag csiszolt iskolája, a kasmíri Trika  három testet különböztet meg: durvafizikait, finomfizikait és az okságit. 
A finomfizikai test legállandóbb részeit "kerekeknek" (csakra) vagy "lótuszoknak" (padma) nevezik, mert alakjuk körkörös, és állandó örvénylő mozgásban vannak, s mert beléjük csatlakoznak a prána-vezetékek, és rajtuk keresztül áramlik ki-be az életenergia.
A legtöbb tantrikus mester hét fő tudati-energetikai központról beszél de akad iskola, amely csak ötről míg mások kilencről, tízről és jóval többről beszélnek. A legáltalánosabban elfogadott csakra-modell hét tudati-energetikai központot határoz meg.
A nádi a finomtest csatornája, amely összeköti a csakrákat. A nádí-rendszer előzetes megtisztítása nélkül a kígyóerő (kundaliní-sakti) felemelkedése nemcsak lehetetlen, de roppant veszélyes is. 
A különféle testtartások (ászana) például az energiavezetékek (nádí) megtisztulását eredményezik. A Hatha-jóga Pradípiká kiemeli a tökéletességet elért mester (sziddha) testtartást (sziddhászana), mint erre a célra legalkalmasabbat, bár más írások más tartásokat részesítenek előnyben. 
A szamanu típusú tisztító gyakorlat magos (szabídzsa) légzőgyakorlatból áll, azaz egy mantra néma ismétléséből.  A Ghéranda-szanhitá a következőképp magyarázza: 
Felvéve a lótusz testtartást a Jógi először hajoljon meg a Gurunak stb. tanítója utasítása szerint; utána gyakorolja a Nádik megtisztítását, amely sikert hoz a Pránájámában. Egy füstszínű és ragyogással teli Váju-Bídzsán (Jam) elmélkedve lélegezzen a bölcs Jógi a Csandra-Nádíval, (bal orrlyuk), tizenhatszor ismételve közben a Bídzsát. Tartsa vissza a lélegzetét addig, míg hatvannégyszer elismétli a Bídzsa-Mantrát; utána lélegezzen ki a Szúrja-Nádíval (jobb orrlyuk) mialatt a Bídzsa-Mantrát harminckétszer elismétli. Utána emelje fel a Tüzet a köldök tövénél lévő Tedzsasz-tattvából, elmélkedjék ennek a Prithiví-tattvával való vegyülésén, mialatt belélegez a Szúrja-Nádíval (jobb orrlyuk) és ismételje az Agní-Bídzsát (Ram) tizenhatszor. A lélegzetet vissza kell tartani (Kumbhaka) amíg a Bídzsát (Ram) hatvannégyszer ismételgeti és utána ki kell lélegezni a Csandra-Nádíval (bal orrlyuk) mialatt a Bidzsát harminckétszer ismétli. Elmélkedve az orr tövén lévő Hold ragyogó fényességén lélegezzen be a bal orrlyukkal ismételve a Bidzsát (Vam) tizenhatszor. Tartsa vissza a lélegzetet mialatt a Bidzsát hatvannégyszer ismétli. Ugyanakkor képzeljen el egy, a Holdról ömlő nektárfolyamot és tisztítsa meg mindegyik Nádit; utána, míg a Bidzsát (Lam) harminckétszer ismétli, lélegezzen ki a Pingalá-Nádíval (jobb orrlyuk) elképzelve, hogy a megtisztítás teljes. 

## Gyakorlat

### Guru
A guru a tantrikus nézet szerint nem más, mint az istenség (legtöbbször a Legfőbb Istenanya) megtestesülése, aki azért jött a földre, hogy a tanítványait felemelje. A guru az, aki fel tudja mérni a tanítvány fejlettségi szintjét és ennek megfelelő szádhanát ír elő.
A guru az, aki letépi a misztérium fátylát, és a tanítványt képessé tesz a szent könyvek sorai közt megbúvó igazság felismerésére. Ezen könyvek általában a misztikus (szürkületi) nyelvezet homályába burkolóznak, ezért ha valaki magától akarja tanulmányozni őket, nem fogja megérteni a jelentésüket. Az autodidakta módszer csak még nagyobb tudatlansághoz vezet. Egyedül a guru adhatja meg a helyes látásmódot a szent iratok tanulmányozásához és a jóga gyakorlásához a díksá (beavatás) által. 
A guruk megmutatják az utat, amelyen a tanítványnak járnia kell. A guru nélkülözhetetlen segítség, de a szádhana gyakorlásának feladata a tanítványra hárul.

### Beavatás
Szanszkritül a beavatást a díksá szó jelöli. A beavatás folyamatát találóan fejezi ki a sakti-páta kifejezés, mely szó szerinti jelentése: az erő alászállása.
Amikor a mester elfogadja a jelöltet az avatásra, akkor abban a pillanatban is beavathatja, függetlenül a helyzettől. A tanító általában kijelöl egy helyet és időpontot az avatás szertartására. A hely legtöbbször a guru lakhelye, de gyakran egy különlegesen szent hely, egy templom, síremlék, barlang vagy egy szent folyó partja. A folyópartok közül a Gangeszét különösen áldásosnak tartják. A balkezes tantrában a temetők is kedvelt helyek. 
Ahogy az egyik lámpást meg lehet gyújtani egy másik lángjával, úgy száll át a gururól tanítványára az isteni Sakti (erő) mantra formájában. A tanítvány böjtöl, megtartja a brahmacsarját, és a gurutól megkapja a mantrát.
A Mantra-jógá-szanhitá szerint az avatást megelőző napon a tanítónak meg kell kötnie a tanítvány feje búbjának hátulján levő hajtincset (sikhá), egy álom-mantrát recitálva, amit a tanítványnak többször meg kell ismételnie mielőtt lefekszik aludni. A beavató mesternek is készülnie kell az avatásra. A Víná-sikha-tantra meghatározása szerint egész éjjel ébren kell maradnia és folyamatosan egy védelmet biztosító mantrát kell recitálnia. 
Mivel bizonyos napokat és a nap bizonyos óráit egy adott istenséghez kötik, a guru elhalaszthatja az avatást a megfelelő alkalomig. Ettől függetlenül, minden esetben a beavatás legfontosabb eleme a tanítvány lelki tanítómester általi spirituális erővel való tényleges felruházása. Az a mantra, amit nem ruháztak fel erővel, az lényegében teljesen haszontalan. 
A Víná-sikha-tantra elmagyarázza, hogyan készít színes porokból a guru mandalát, melynek a négy égtáj irányába néző négy kapuja van. Különféle felajánlásokat tesz, valamint elméjében megjeleníti a fő istenségeket és más félisteneket is, akiknek védelmét kéri. Amikor a megszentelt tér ily módon előáll, a jelölt annak rendje és módja szerint megtisztult, a guru behívja törekvőt a mandalába. Jellemző módon a tanító kelet vagy dél felé fordulva ül, az avatandóval szemben. Ezután további vizualizáció és imádat következik, majd végül a mester elmagyarázza a jelöltnek az imádat alapvető, kezdő lépéseit, az iskola tanításainak lényegét, és bizonyos esetekben a légzésszabályozás, illetve a meditáció művészetét. Ezután figyelmezteti beavatottját az átadandó mantra teljes titokban tartására, majd végül átadja az általa kiválasztott mantrát. A szertartás végén a tanítvány teljes testével a földre borul a mester előtt. 
A Mahánirvána-tantra kijelenti  hogy amint a tanítvány megkapta a mantrát, lénye telítődik a mantra által megszólított istenséggel. Ezentúl a gurunak engedelmes módon vándorol a világban "mint egy félisten". Ez azt jelenti, hogy az isteni test (divja-déha) kifejlesztésének magja elültetett. 
Miután felajánlott a gurunak egy kis gyümölcsöt, füstölőt, pénzt vagy önnön lényét, a tanítvány tisztelete jeléül, az óramutató járásával megegyezően háromszor körbejárja a gurut. Ezután kap a szertartás során az isteneknek felajánlott étel maradékából, majd végül elmegy a templomba és hálája jeléül imádatot végez. 

### Mantra

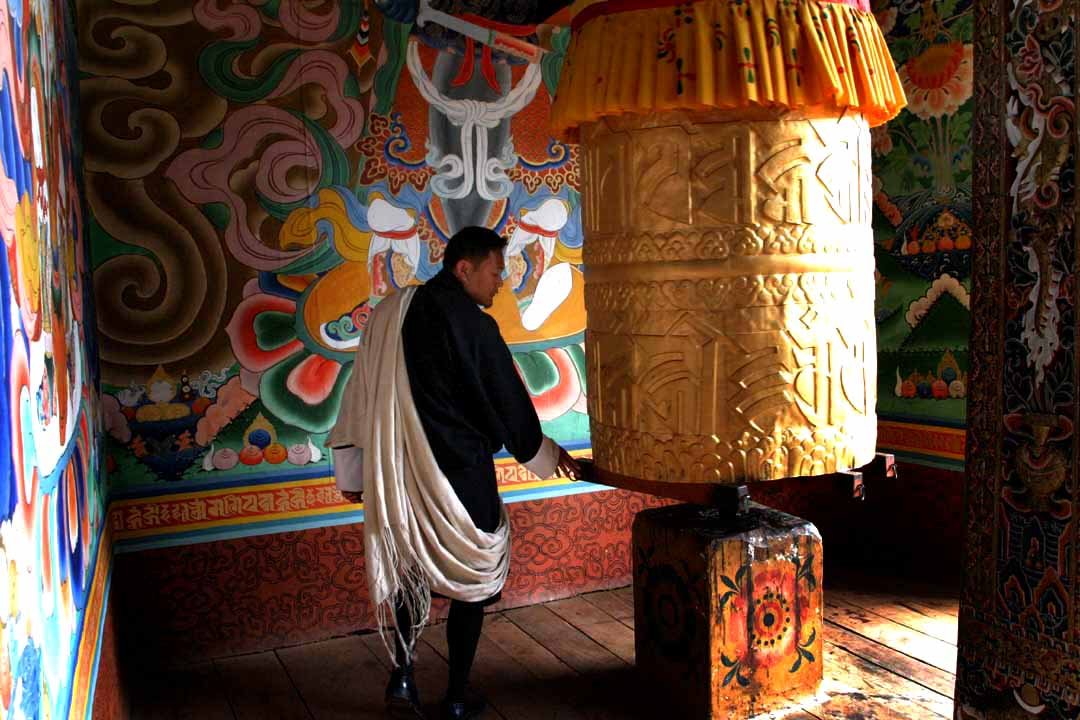
E bhutáni vadzsrajána imakerékbe tantrikus mantrák vannak belevésve

Sok nyugati tudós korábban úgy gondolta, hogy a mantrák csupán értelmetlen, összevissza szótagok. A tantrizmusban és a keleti vallásokban ezzel szemben teremtő erők, amelyek közvetlenül a tudatra hatnak. De ahhoz hogy egy hangnak mantikus ereje legyen, egy beavatottnak kell átadnia azt. Más szóval: önmagában például a közismert óm hang még nem rendelkezik nagyobb mantrikus erővel mint bármely más szó. Mantrikus erejét csak akkor nyeri el, ha egy beavatott mester erővel ruházza fel, és átadja tanítványának. Kizárólag egy felébredt kundaliníjű beavatott képes erővel felruházni egy hangot – bármilyen hangot – és ezáltal mantrává tenni. 
A sikeres mantra-gyakorlat nemcsak a megfelelő beavatástól függ, hanem a hang mögötti lényegiség megvalósításától is. Ezt teszi egyértelművé a Srí-kanthíjá-szanhitá:
A mantrát recitáló mindaddig nem lehet sikeres, amíg különbözik a mantrától. Ennek egyetlen gyökere a bölcsesség kell, hogy legyen, máskülönben nem válhat sikeressé.
Az egyén bármilyen mantrát is használ, a végső soron az a lényeg, hogy kifinomítsa a tudatosságát, és éberségét addig a pontig fokozza, ahol már érzi a benne folyamatosan jelenlévő pulzálást. Amikor ezt eléri még magáról a mantráról is megfeledkezik, hiszen ekkor már teljesen "ébren" van, távol a benne és körülötte nyüzsgő forgatagtól. A folyamat során önmagát lényegíti át. 
A tudatosság nélküli mantra nem különbözik bármilyen más hétköznapi hangtól. Ahogy a Kula-arnava-tantra kijelenti :
A tudatosság nélküli mantrák nem többek puszta betűknél. Nem teremnek gyümölcsöt még trilliónyi ismétlés után sem.
Az az állapot, amely akkor nyilvánul meg, amikor a mantrát tudatosan recitálják, olyan eredményt kínál azonnal, amit lehetetlen elérni száz, ezer, százezer recitálással sem.

### Szádhana
A tantrikus mesterek többé-kevésbé szigorú irányelveket szabnak meg tanítványaiknak, melyeket szádhanának neveznek. Ezek bizonyos mértékig iskolánként és tanítványi lánconként változhatnak, de legfontosabb alapelveiket tekintve közösek: számtalan gyakorlatuk között bizonyosan megtaláljuk a mantra recitálást, a különféle imákat, az imádatot és a vizualizációt. 
A szádhana minden fajtája azt a célt szolgálja, hogy leválassza a tanítványt saját begyöpesedett gondolkodásmódjáról és tudatosság nélküli hajlamairól. Ebből adódóan ez egy szent megpróbáltatásokból álló folyamat, amiben ki kell tartania. 

### A tantrikus ösvény

A csakrák ábrázolása

Több Tantra felhasználja a nyolcfokú jógarendszert: jama, nijama, ászanák, pránájáma, pratjáhára, dhárana, dhjána, szamádhi.
Néhány Tantra ezentúl még kibővíti a jama és nijama szintet. A pránájáma és pratjáhára szinteket nagyjából a hagyományos módon határozzák meg.
A Tantra szerint a dháraná viszont az életerőnek (prána-marut) a test különböző pontjaiba történő irányítása. A dhjána a választott istenségen, mint magán az önvalón való meditáció. A tantrában ez a gyakorlat egy meditatív képszerűsítés formájában nyilvánul meg, amelyben az istenség egy emberszerű eleven ragyogásként jelenik meg. A szamádhi viszont Patandzsali Jóga-szútrájával ellentétben, a még le nem fordított szanszkrit nyelvű Sáradhá-tilaka-tantra szerint az egyéni lélek (dzsíva) és az egyetemes önvaló azonosságán való szakadatlan meditáció. 
A következő gyakorlatok egészítik ki még a nyolcfokú jógarendszert :
- Az előkészítő tisztítás: önmagunk megtisztítása, az alapvető mantra, a szertartás helyének és a szertartás elemeinek megtisztítása.
- Előkészítő gyakorlat (purascsarana), melynek célja a teljes megszentelés, és ami különböző mantrák egymás utáni, hosszabb ideig tartó recitálásából áll.
- Az istenségek üléseként szolgáló mandalák készítése igen fontos eleme a tantrikus szertartásoknak
- A njásza, az életerő egy bizonyos tárgyba való beleáramoltatása
- A mudrá a legtöbb iskolában fontos eleme a szádhanának
- A dévatá-púdzsá a választott istenség imádatát jelenti
- A guru-púdzsá a lelki tanítómester imádata, akit a Legfelsőbb megtestesülésének tartanak
- A daksina a tanítónak ünnepélyesen átadott ajándék. Kifejezi a tanítvány elkötelezettségét a beavatással kezdődő lelki folyamat iránt.
- A játrá a szent vagy nagy energiájú helyekre való zarándoklatot jelenti, ahol a gyakornok elmélyítheti a szádhanáját.
- A vrata fogadalmat jelent, és többféle tevékenységből áll, élükön a durgá-púdzsával, Durgá istennő napi imádatával. Ezen felül tehetnek még további felajánlásokat, például böjtölés, virrasztás, amelyek erősítik a törekvő szádhanáját.
- A latá-szádhaná a balkezes tantra kaula iskolájának sajátossága.
- Védő amuletteknek vagy varázslatoknak fontos szerepe van a tantra néhány iskolájában.
- A természetfeletti képességek (sziddhi) megszerzése és alkalmazása, fehér és fekete mágikus célokból egyaránt gyakori a tantrán belül. [35]

## Útjai
A tantrának közismerten két vonulata van: 
- a cölibátus tantrikus hagyományokat a jobb oldali útnak (daksinácsára (wd)),
- a szexuális hagyományt a bal oldali útnak (vámácsára (wd)) nevezik.

Ez az osztályozás azonban kissé félrevezető, mivel a tantrikus irányzatok Ázsiában fejlődtek ki, és követői egyáltalán nem foglalkoztak a nemi élettel. A tantra ágai a világ különböző pontjain eltérő és sokoldalú iskolákként bukkantak fel. Ilyen fő iskolák a klasszikus hindu tantra, a buddhista és a dzsain tantra.

### Kaula
A kaula  irányzat sajátságos jellemzője a tantrán belül a sakti elvének meghatározó jelenléte, az elméletben és gyakorlatban egyaránt. Ezen tantrikusok Saktit imádják és hódolatukat, szexuális gyakorlatokat tartalmazó külső szertartások formájában fejezik ki. Az ember bensőjében levő erőn (kundalini) meditálnak, amelyet a gerincoszlop alján található muladhara csakránál ébresztenek fel. 
A sakti-tantra advaita-váda vagyis monizmus. Azt hirdeti, hogy a Paramátman (Legfőbb Lélek) és a dzsíva (egyéni lélek) egyek. A sakta tantrát úgy tekintik, mint a Védákban kifejtett cél eléréséhez szükséges eszközök kifejtését.
A kaula ág talán az 5. században keletkezett, és 3-4 évszázaddal később emelkedett fel igazán. Egyesül benne a daksina- és a váma-márga (a jobb és baloldali út), s számtalan beavatottat és szentírást adott a világnak, mely utóbbiak közül sok elveszett. Az átadás láncolata (szantati) sok aliskolából áll, amelyet még mind a mai napig nem ismerünk eléggé. 
A kaula vagy kaulizmus – ahogy a tantra eme ágát néha nevezik – hamarosan majdnem egyet jelentett a tantrával a szubkontinens északi részén. A 13. századra az erős hatású kaula hagyomány néhány eleme beszivárgott a dél-indiai sziddhánta hagyomány sok iskolájába. 
A kaula-tantra egyik kiemelkedő mestere Matszjéndra Nátha  volt, akit a jóginí-kaula ág alapítójának tartanak. A hagyomány szerint ő volt Górakhnáth, az eredeti hatha-jóga alapítója is. 

### Balkezes tantra

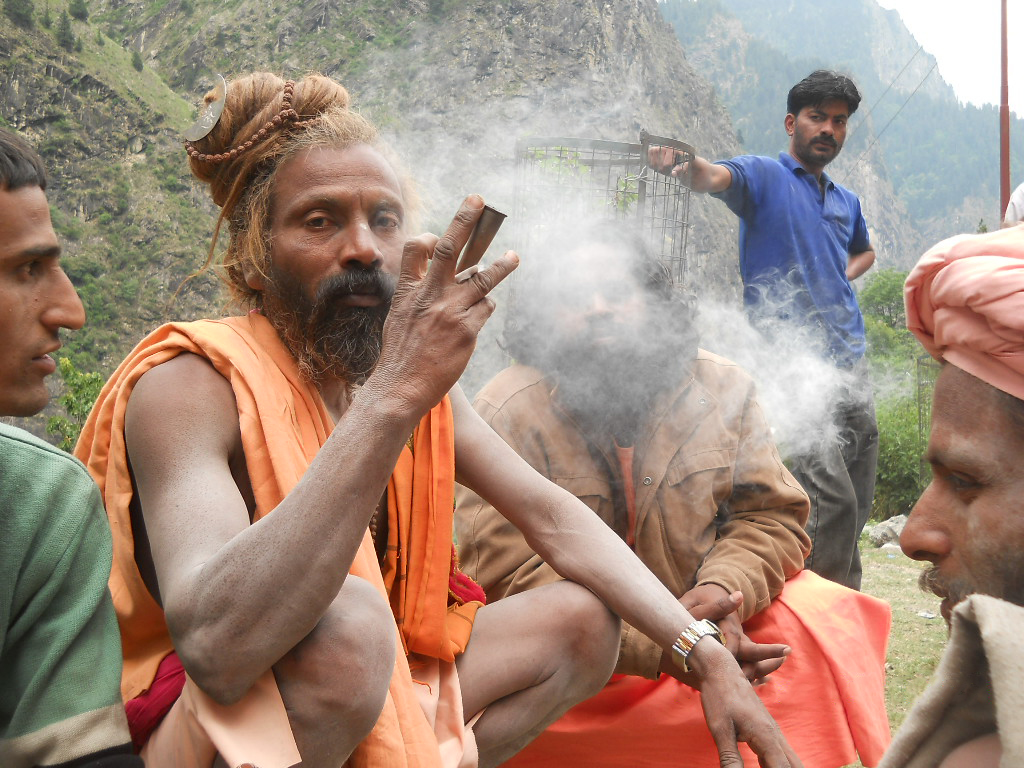
Egy aghori (sárgában) kannabiszt szív Badrináth közelében

A balkezes-tantra (vámácsára ) több olyan rituálét foglal magába, amelyek áthágják a hagyományos hindu erkölcsi normákat. Gyakran mondják, hogy az út legfőképp a sziddhik megszerzése körül forog; és ez a szó mindkét értelmében igaz, úgyis mint tökéletesség (felszabadulás) és mint "erő" (természetfeletti képességek). Tény, hogy különösen erős mágikus áramlat hatja át a balkezes ösvény iskoláit. Ezen irányzat majdnem minden Tantrája elveszett, és csak néhányukat ismerjük név szerint. A balkezes iskolák esnek legtávolabb a védikus hinduizmus eredeti vonalától, megállapodva a társadalom peremén. Ezen irányzat követőit arra kötelezik, hogy szertartásaikat titokban, a többi embertől távol végezzék. Ide tartozik a mai aghori és egykori kápálika szekta is.
A balkezes tantrizmus három fő jellemzője :
- a saktíkat női istenségként imádja, akik a férfi istenségekkel szerelmes egyesülésben kapcsolódnak össze, így kölcsönözve nekik erőt
- nagyszámú démonban és félelmetes istenségben hisz
- a nemi érintkezés és az "erkölcstelen" vagy inkább amorális viselkedés felvétele a megszabaduláshoz vezető gyakorlatok közé

A balkezes iskolák és néhány kaula irányzat legszervesebb elemeinek egyike a panycsa-ma-kára, azaz az öt "m" betű. Nevét öt alkotóeleméről kapta, amelyek mindegyike m-el kezdődik a szanszkritban :
- madja vagy madirá (bor vagy likőr)
- matszja (hal)
- mánsza (hús)
- mudrá (szárított gabona)
- maithuná (rituális nemi közösülés)

A balkezes és a több kaula-iskola szádhanájának leglényegesebb eleme az összekapcsolódás vagy maithuná , amelynek során a férfi és női gyakornok eljátssza a Siva és Sakti közötti közösülést. Általában, de nem kizárólagosan ezt a szertartást csoportos módon végzik. A szakrális közösülést nagyfokú előkészületek előzik meg, és szigorú előírások szerint zajlik, amelyről a Mahánirvána-tantra 6. fejezete számol be részletesen. 
A Kula-arnava-tantra egyértelműen kifejti a nemi közösülésről, hogy kizárólag csak a megfelelő módon szabad végezni, gondosan megtervezett szertartás részeként. Aki nem így tesz, az nehezen megszerzett tudásának elvesztését kockáztatja. A maithuná szakrális közösülése összetett szertartásrendbe ágyazódik, ami – a férfi beavatott részéről – magába foglalja bizonyos mantrák recitálását, megtisztító folyamatokat, kifejező kéztartásokat, önmaga Sivaként és partnere Saktiként való képszerűsítését, valamint ezután az Istennő emberi formában való imádatát, ami önmagában is számtalan szertartásos tettből áll. A tényleges közösülés a végtelennek tűnő előkészületek után jön, ami az elkötelezett és összpontosító gyakornokokon kívül mindenkit bizonyosan elriasztana. 
A tántrikák nem félnek az anyag mélyére hatolni a tényleges eredeti tudatosság, a lélek megtalálása végett. A balkezes ösvény vagy bizonyos kaula iskolák követői tudatosan törekszenek az anyagi lét legmélyebb alapjáig lemenni, amelyet az alsó két csakra által képviselt tevékenységek végzésével fejeznek ki. Nevén nevezve a dolgokat: nem szégyenlősködnek az emberi nemiséget illetően, amit ők az Istennő, Sakti, minden vágy lényegének egyik megnyilvánulásaként fognak fel. Mikrokozmikus formájában, kundaliní-sakti-ként ő áll minden testi és elmebeli folyamat mögött, beleértve a széklet ürítését (múládhára-csakrához kötött) vagy a nemi vágyat (szvádhisthána-csakrához kötött). 

### Mishra
A mishra (kevert vagy egyesített) irányzatában a belső áhítat külső gyakorlatokkal egészül ki. Felébresztik a kundalinit és az anáhata csakrához (szívközpont) vezetik, ott hódolnak neki.

### Szamaja
A szamaja  a tantra hagyományos, legtisztább és legmagasabb szintű útja, jobbkezes útnak (daksina-márga) is nevezik. A daksina szó jelentése: "jobb" és "dél". Ez a kettős jelentés utal arra is, hogy valaki kelet felé, a legfőbb szertartási irányba néz, akkor a dél a jobb keze felé van. 
Ez az iskola kerüli a szélsőséges gyakorlatokat, és egyetért a védikus társadalmi rend fenntartásával. Nincs köze semmiféle szertartáshoz, vagy a hódolat olyan formáihoz, amelyek szexuális gyakorlatokkal egészülnek ki. Itt a meditáció a lényeg, de annak is egy szokatlan formája. Ebben az iskolában az ezerszirmú lótusz – a legfelső csakra – a meditáció tárgya. Az imádság e formáját az upanisadok antarjagának nevezik. Ahhoz, hogy valaki az iskola tanítványa lehessen, ismernie kell a csakrákat, a nádikat (energiacsatornákat) és a pránákat (életerőket), valamint az élet alapelveinek elmélyült ismerete is szükséges. 

## Tantra jóga
A tantra a velejéig jógikus hagyomány, és a Tantrák (szentírások) szádhaná-sásztrák-nak, a lelki gyakorlatok könyveinek hívják magukat. Gyakorta használt összetétel a tantra-jóga, amelynek jelentése egyszerűen csak: tantrikus tan, és a tantrikus hagyomány kifejezetten tapasztalati voltát (jóga) igyekszik kidomborítani, ami a kifinomultabb finomfizikai síkok, majd végül a végső Valóság megvalósítását jelenti. 
A jóga és a tantra között bár felfedezhetők nagyobb hasonlóságok elméleti, gyakorlati és fejlődéstörténeti szempontból egyaránt, mégis más tradíciókat követnek. Míg a jóga a tudat fogvatartójaként tekint a testre, addig a tantra inkább annak megismerésére törekszik.
Módszerei
- Az emberben lakozó, az isteni természetben gyökerező kreatív képességek kibontakoztatása és szakrális tartalommal való megtöltése. [49]
- A tantrában új értelmet nyernek a klasszikus jógából is ismert sajátos testtartások (ászana), és a testgyakorlás gazdag és változatos eszköztárát dolgozza ki. A tartás funkciója itt nem csupán a tudat meditatív elnyugtatása, hanem az, hogy a különféle létállapotokat (példáulː állati, növényi létformák) jelképező testi tartások létrehozásával és feloldásával ráébresszen a világ formáiban működő szellemi teremtőerő természetére. [49]
- A tantrában rendkívül nagy szerepet játszik a rítus. A szertartás (púdzsá) nemcsak áldozat bemutatása az istenség alakjában megszemélyesített magasabb szellemi lényeg felé, hanem egyben a formavilág és az emberi tevékenység átértelmezésének eszköze. A rítuson keresztül a jógi megszenteli környezetét, s annak konvencionális megjelenését feloldva az isteni energiák megnyilvánulásává avatja. [49]
- A tantra sajátos imaginációs gyakorlataival megtanítja az egyént arra, hogyan veheti birtokba a teremtő képzelet erőit. A tökéletes formák és istenségek vizualizálásával a meditáló olyan látomásokat bontakoztat ki, melyek a dolgokban láthatóvá teszik a hétköznapi értelmezések káprázata által elrejtett magasabb valóságot. [49]
- A tantra minden tudati aktivitást, melyek a klasszikus meditációs ösvényen akadályként jelentkeznek, igyekszik a gyakorlás körébe vonni. Még a gondolati tevékenységet is, mely az életre vonatkozó fiktív, fogalmi elképzelések gerjesztésével az egyik legnehezebben áttörhető fátyol a hiteles megismerés útjában, ügyes módszerekkel a szellemi tisztulás szolgálatába állítja. [49]
- Fontos módszer a misztikus hangok (mantra) kiterjedt alkalmazása. A tantrikus jógában a mantra kelti életre a képzelet segítségével megalkotott istenségeket és tiszta valóságokat. [49]
- Jellegzetes módszer a finomtesti energiák jógája, amely nagy hangsúlyt fektet a múládhárától az ádnyáig terjedő hat csakrában levő erők fejlesztésére. A tantrikus jógák, például a kundalini-jóga valójában a tantrikus szádhana (spirituális gyakorlás) része, mely részletes leírást ad erről a "kígyóerő"ről és a csakrákról. Az egész tantrikus szádhana célja a kundalini felébresztése és az Úrral való egyesítése a szahaszrára csakrában. A tantrikus szádhanában ennek a célnak az elérésére alkalmazott módszer Isten vagy az Istenanya nevének ismételgetése (dzsapa, mantra), az imádság és különféle gyakorlatok és szertartások.[50]

A tantra célja a kundaliní folyamatos felemelkedett helyzetben tartása a legfelső tudati-energetikai központban, ami megegyezik a felszabadulás állapotával. A kundaliní ugyanakkor a kezdetek kezdetén természetes módon mindig visszatér a legalsó csakrába, mert a test és az elme még nem áll készen fenntartására. Ezért a gyakorlónak újra és újra meg kell hívnia az Istennő-erőt, hogy a szahaszrára-csakrát jelképező Kailásza-hegy tetején egyesüljön isteni hitvesével, Sivával. Ez fokozatosan megsemmisít minden, önmagunk testtel és elmével való azonosítására irányuló karmikus hajlamot, amelyek visszatartanak valódi önazonosságunk felismerésétől, ami nem más, mint Siva-Sakti. 

## Hinduizmus
A tantra úgy értelmezi önmagát, mint a jelenlegi sötét világkorszak, a kali-juga evangéliumát. A tantra szentírások kiemelik: tanításuk a sötét kor börtönébe zárt spirituális kutatók számára készült. 
A Mahánirvána-tantra az Istennő profetikus szavaival ily módon írja le a jelenlegi világkorszakot:
"A minden törvényt elpusztító, ördögi folyamatokban, jelenségekben és tettekben bővelkedő, bűnökkel teli kali-juga előrehaladtával a Védák használhatatlanná válnak, mit sem szólva a szmritikről. A számtalan lelki történetet és a felszabadulás különböző ösvényeit leíró Puránák pedig elpusztulnak. Uram, az emberek elfordulnak az erényes tettektől és megrögzötten gátlástalanná, büszkeségtől őrültté, ördögi tettekbe habarodottá, kéjessé, zavarttá, kegyetlenné, durvává, trágárrá, álnokká, rövid életűvé, tompa eszűvé, betegségtől sújtottá, szomorúvá, visszataszítóvá, gyengévé, hitvánnyá, aljas magatartásúvá, gonosz társaságot keresővé és tolvajokká válnak. Gazemberekké lesznek, akik csak kritizálni, felelősségre vonni, rágalmazni és másokat megbántani tudnak, akik nem éreznek bűnt, félelmet vagy ellenérzést más feleségének elcsábításában."
A Mahánirvána-tantra tovább folytatja a kali-juga sivár kietlenségének leírását, majd kiemeli, hogy a papok is züllötté válnak. Így a törvény (dharma) őrei csak közreműködnek a szent hagyományok és az erkölcsi rend elpusztításában. A Tantra ezután megismétli: Siva azért fedte fel a tantrikus tanítást, hogy javítson ezen a tragikus helyzeten. 
A tantra mesterei szerint még a legrosszabb társadalmi és erkölcsi körülmények között is lehetséges a felszabadulás vagy megvilágosodás elérése. Ugyanakkor felhívják a figyelmet arra, hogy az előző korokban kialakított vagy kinyilatkoztatott, hagyományos eszközök használata nem megfelelő többé, hiszen azokat egy jóval nagyobb spirituális és erkölcsi állóképességű emberre tervezték, aki egy benső gyarapodást szolgáló, békésebb környezetben élt. A sötétség jelenkora számtalan akadályt állít a lelki fejlődés útjába, módfelett nehézzé téve az előrejutást. Ezért sokkal erőteljesebb lépések kellenek: a tantra módszertana.
Sok tántrika  egy korábbi kinyilatkoztatásként kezeli a Védákat, amelyek elvesztették hatékonyságukat a jelenleg is tartó kali-jugában. 
A tantrát irtózattal szemlélő ortodox panditákat  leszámítva a művelt hinduk többsége már régóta úgy tekint a tantrára, mint egy védikus örökséggel párhuzamosan és azzal szoros kölcsönhatásban fejlődő hagyományra, sokkal inkább, mint egy azzal ellenszegülő rendszerre. Természetesen különbséget tesznek a hindu spiritualitás védikus (vaidika) és a tantrikus (tántrika) áramlatai között. 
A tantra sok esetben olyan hatással volt, hogy a maga tipikus gyakorlataival és tanaival átformálta a védikus áramlatot. Példa erre a púdzsá nevű szertartás, amelyben valamely istenség szobrát vagy képét imádják megfelelő szertartások közepette; ez sokkal inkább tantrikus jellegű, mintsem védikus. 
A tantrához gyakran negatív dolgokat (szexuális- és fekete mágiát) társítanak, habár legtöbb formája megfelel az erkölcsi normáknak.
A hinduizmus tanításai szerint a megnyilvánult világ két pólusú. E két ellentétes energia az egésznek két arca, elválaszthatatlanul táncolnak együtt az idők végezetéig. A tantrizmus a valóság feminin, befogadó aspektusát hangsúlyozva sajátos lelki gyakorlatokon keresztül vezeti el a hívőt a szanszárától való megszabaduláshoz (móksa). A tantra tanítása szerint minden élőlény ezen energia megvalósulása, és a minket körülvevő dolgok ugyanazon tudat termékei, amelyek folyamatosan különböző módokon mutatkoznak meg.
A tantrikus gyakornokok törekvése: minden fellelhető energiát egy fókuszpontba gyűjteni, és a Legfelsőbbre irányítani azt. A számtalan tantrikus gyakorlat mindegyike, valamint a mögöttük húzódó szemlélet, ezt az egyetlen célt szolgálja. Céljuk a két ellentétes alapelv, Siva és Sakti újraegyesítése.

### Tantrák, mint hindu szent iratok
A Tantrák nem boszorkányságról, varázslásról vagy titkos formulákról szóló könyvek, hanem szent iratok. 
A hinduizmus tantra szövegei az úgynevezett ágamák. Az ágamák teológiai értekezések és Isten imádatának gyakorlati útmutatói. Három nagy csoportjuk a vaisnava, a saiva és a sakta ágamák. Ez a három fő hindu irányzat mind a megfelelő ágamákra alapozza tanításait és hittételeit. A vaisnava ágamák vagy panycsarátra ágamák Istent Visnuként dicsőítik. A saiva ágamák Istent, mint Sivát dicsőítik; belőlük nőtte ki magát a saiva szidhántaként ismert jelentős filozófiai iskola. A sakta vagy sákta ágamák vagy Tantrák Istent mint a világ Anyját dicsőítik, Dévi számos nevének egyikén.
Az ágamák magukba foglalják a Tantrákat, mantrákat és jantrákat és arra vonatkozóan adnak magyarázatot, hogyan imádjuk Istent külsőleg, pl. képmásokban, templomokban stb. Emellett részletesen kifejtik a lételmélet, a kozmológia, a megszabadulás, az áhítat és a meditáció kérdéseit, valamint a mantrák, a misztikus diagramok, az igézet és a bűbáj, a templomépítés és képmáskészítés, az otthon betartandó előírások, a társadalmi szabályok filozófiáját. Minden ágama tárgyalja a tudás (dnyána), a koncentráció (jóga), a cselekvés (krija) és a szertartások (csarja) helyes elvégzésének kérdéseit.
Az ágamák számos okkult gyakorlatot is tanítanak, amelyek közül néhány különleges képességekkel (sziddhi) ruházza fel az embert, más gyakorlatok pedig tudást és megszabadulást vagy megvilágosodást adnak. A meglévő könyvek közül a Mahánirvána-tantra az egyik leghíresebb.

## Buddhizmus
A 6. századtól kezdve fejlődött ki India északi részén a buddhizmus hagyományos elveit megkérdőjelező irányzat, ami a tanításait összefoglaló szövegekről a tantra nevet kapta. Célja, hogy átalakítsa a fájdalmat és a szenvedést a megvilágosodáshoz vezető eszközzé. 
Számos szekta mellett két jelentős iskolát is létrehozott: a vadzsrajána balkezes formáját és a kínai mi-cung ("Titkok iskolája") jobbkezes formáját.
A vadzsrajánát tantrikus buddhizmusnak is nevezik, és hívei szerint a buddhaság eléréséhez ez az út vezet el a leggyorsabban.
A négy tantrikus irányzat :
- Krija-tantra (wd) (Cselekvés-Tantra) – szigorú diétát, meditációt és cölibátust kíván [55]
- Csarija-tantra (wd) (Véghezvitel-Tantra) – a vallási világban tiltott húsok és alkohol fogyasztását, illetve tiltott szexuális aktusokat ír elő követőinek [55]
- Jóga-tantra (wd) – a követőket guruk vezetik be a tanokba, és vizualizációs gyakorlatokat végeznek [55]
- Legfelső Jóga-tantra = Anuttarajóga-tantra (wd) – a pszichikai hatalom fejlesztése a célja [55]

Guhjasamája-tantra ,
Jamántaka (Vadzsrabhairava)
Hevadzsra-tantra vagy Mahájámá-tantra
Csakraszamvara-tantra 
Kálacsakra-tantra
A nyingma iskola a Legfelső Jóga-Tantrát három osztályba sorolja : 
- Mahajóga ,
- Anujóga ,
- Atijóga (Dzogcsen).
A mágikus buddhizmus vagy buddhista tantrizmus különbséget tesz beavatottak és nem beavatottak között, élesen elválasztva egymástól az exoterikus és az ezoterikus tant. A megváltás módszereit nem lehet írásokból kitranulni, azok csakis személyes kapcsolatban sajátíthatók el egy tanítótól, aki a tanítványok köre számára Buddha helyét tölti be. A tantrizmus a mágikus gyakorlatok három fajtáját ismeri: varázsmondások (mantrák) recitálását, rituális táncok és kézmozdulatok végzését, valamint az istenségekkel való azonosulást különleges meditáció útján.
A tantrizmus követői a mantráktól, varázsigéktől elsősorban közvetlen segítséget várnak szerencsétlenség, szenvedés, betegség, démoni hatalmak és hasonlók ellen, továbbá az élet védelmét is szolgálja.
A tantrikus meditáció négy lépcsőfokot ismer :
- meg kell érteni az ürességet és a saját individualitást bele kell olvasztani ebbe az ürességbe
- a "mag-szótagot" (bidzsa (wd)) újra és újra el kell ismételni, és magunk elé vetíteni
- el kell képzelni az istenségek képi megjelenítését, ahogyan képeken, szobrokon megjelennek
- azonosulás révén az ember maga is istenséggé válik.

## Sziddhi és a mesterek
A tökéletességet elért mesterek (sziddha) nemcsak felszabadult lények, hanem egyfajta varázslók, akiknek az anyagi világmindenség törvényei nem állítanak korlátokat. Egy beavatott ily módon, Sivához hasonlatosan saktimat, azaz erővel (sakti) felruházott. A természetfeletti képességek (sziddhi) egyszerűen csak az isteni erő vagy sakti megnyilvánulásai. Az advaita-védánta hagyományosan elutasító véleményével szemben a Jógá-sikhá-upanisad egyértelműen üdvözli a természetfeletti képességek megjelenését.
Észak-India 84 nagy beavatottat (mahá-sziddha) ismer, akik között hinduk és buddhisták egyaránt vannak. Ezek:
(az (f) jelzés = female, vagyis nő):
Acinta, Ajohi, Anangapa, Babhaha, Bhadrapa, Bhandepa, Bhiksanapa, Bhusuku (Santidéva),
Camaripa, Campaka, Carbaripa, Catrapa, Csaurangipa, Celukapa,
Darikapa, Dengipa, Dhahulipa, Dharmapa, Dhilipa, Dhobipa, Dhokaripa, Dombipa, Dukhandi,
Ghantapa, Gharbari, Godhuripa, Góraksa, Indrabhuti, Jalandhara, Jayananda, Jogipa,
Kalapa, Kamparipa, Kambala, Kanakhala (f), Kanhapa, Kankana, Kankaripa, Kantalipa, Kapálapa (→ a kápálikák szektájának tagja),
Karnaripa (Árjadéva), Khadgapa, Kilakilapa, Kirapalapa, Kokilipa, Kotalipa, Kucipa, Kukkuripa, Kumbharipa,
Laksminkara (f), Lilapa, Lucikapa, Luipa, Mahipa, Maitrípáda, Manibhadra (f), Medhini, Makhala (f), Mekopa, Minapa,
Nagabodhi, Nágárdzsuna, Nalinapa, Náropa, Nirgunapa, Pacaripa, Pankajapa, Putalipa,
Rahula, Saraha, Sakara, Samudra, Santipa, Sarvabhaksa, Savaripa, Syalipa,
Tantepa, Tantipa, Thaganapa, Tilópa, Udhilipa, Upanaha, Vinapa, Virupa, Vyalipa.
A dél-indiai hagyomány 18 csittart említ (a sziddha tamil megfelelője). A legnépszerűbbek :
Akattijar (a hagyomány alapján ő vitte el a tantrát délre), Tirumúlar, Pámpátti, Akappéj, Itaikkátar, Csivakákkijar, Pattinatár, Rámalinga (a 19. sz. egyik legnagyobb tamil mestere és költője).
Az északi hagyomány kilenc nátha-sziddhát ismer, kiknek tetteit számtalan legenda őrzi a mai napig. Az egyik legnépszerűbb Matszjéndranáth  (Matszjéndra) és tanítványa Góraksa. 